# Leo Leone
Leo Leone (Giulianova, 4 giugno 1893 – Teramo, 15 maggio 1973) è stato un politico italiano.
Fu eletto Senatore della Repubblica come esponente del Partito Comunista Italiano per due legislature: la II (25 giugno 1953-11 giugno 1958) e la III (12 giugno 1958-15 maggio 1963). Fece parte della 2ª Commissione permanente Giustizia del Senato.

## Pubblicazioni
- Leo Leone, K.U.K. romanzo di prigionia, pp. 128, Polemica casa editrice, Faenza, 1933.
- Leo Leone, k.U.K. romanzo di prigionia, pp. 127, Cacciavillani editore, Napoli, 1945